# Санто-Стефано-Тічино
Санто-Стефано-Тічино (італ. Santo Stefano Ticino) — муніципалітет в Італії, у регіоні Ломбардія, метрополійне місто Мілан.
Санто-Стефано-Тічино розташоване на відстані близько 500 км на північний захід від Рима, 22 км на захід від Мілана.
Населення — 5013 осіб (2014).
Щорічний фестиваль відбувається 26 грудня. Покровитель — Sant'Anna.

## Демографія
Населення за роками:

Станом на 1 січня 2023 року в муніципалітеті офіційно проживало 459 іноземців з 45 країн, серед них 92 громадяни країн Євросоюзу та 35 громадян України.

## Сусідні муніципалітети
- Арлуно
- Корбетта
- Маджента
- Маркалло-кон-Казоне
- Оссона